# Mario Jorge Colazo
Mario Jorge Colazo, conocido como Jorge Colazo (Río Tercero, Córdoba; 4 de marzo de 1954), es un político argentino. Se radicó en los años 1980 en la ciudad de Río Grande, provincia de Tierra del Fuego, Antártida e Islas del Atlántico Sur, donde inició su carrera política.

## Biografía
Es conocido por su apodo El Potro o Mostro. Asistió a la escuela primaria Aristóbulo del Valle en Córdoba. Y al trasladarse a Río Grande cursó sus estudios secundarios en la escuela de adultos, CENS N°18, de esa ciudad.
Estuvo involucrado en varias organizaciones de la comunidad: como presidente de Juntas Vecinales,  o integrante de distintas organizaciones no gubernamentales.
Como militante de la UCR y el partido verde logró ocupar altos cargos en el partido a nivel provincial y nacional.
Desde el retorno de la democracia, estuvo ligado a la actividad política intensamente, y en el año 1983 comenzó su desempeño en cargos partidarios:
- Secretario de la Juventud Radical de la Ciudad de Río Grande
- Presidente de la Honorable Convención Provincial durante cuatro períodos consecutivos.
- Presidente del Comité Provincia de Tierra del Fuego durante dos períodos.
- Delegado al Comité Nacional por tres períodos.

## Cargos
De 1989 a 1991 ocupó el cargo de concejal de Río Grande. En 1991 fue elegido intendente de Río Grande, cargo que ocupó hasta 1999. En ese año se presentó como candidato a gobernador de la Provincia. Desde enero de 2000 se desempeñó como Jefe de los Servicios Sociales para Jubilados de la Provincia hasta diciembre de 2001. En 2001, fue elegido senador. 
En 2003 fue elegido gobernador de la Tierra del Fuego, Antártida e Islas del Atlántico Sur, derrotando al peronista Carlos Manfredotti y asumió el cargo en enero de 2004 con el justicialista Hugo Cóccaro como vicegobernador. Aunque era radical, estaba identificado con el intento de consenso político del nuevo presidente Néstor Kirchner, y fue visto como uno de los principales radicales K.
De hecho, Cóccaro era justicialista, aunque había sido un partidario de la lucha de Adolfo Rodríguez Saá contra el líder justicialista Néstor Kirchner, en contra de su candidatura a la Presidencia.
La relación entre Colazo y Cóccaro pronto se deterioró, a tal punto que Colazo acusó a su compañero de fórmula, de haber tenido participación en supuestos planes para asesinarlo.
Asimismo, Colazo fue aislado de su partido, que lo suspendió por sus vínculos con el kirchnerismo. Fue puesto bajo investigación por la Legislatura provincial por el uso indebido de fondos municipales,  y por pasar por alto a la Legislatura, en cuanto a la toma de decisiones del presupuesto en el año 2004. En septiembre de 2005 fue suspendido como gobernador. Destituido en diciembre de 2005, Hugo Cóccaro asumió formalmente la Gobernación.
En 2007 Colazo fue reelegido como senador, al frente del Partido Unidad Federalista, y ocupó el bloque del PJ Frente para la Victoria. Sin embargo, en marzo de 2008, un tribunal judicial de Tierra del Fuego solicitó que el Senado lo expulsara de sus funciones, en relación con las continuas denuncias sobre el delito de peculado, mientras fue intendente de Río Grande. Continuó procesado pero lo amparan sus fueros como senador.
Aun así, Jorge Colazo pretendió presentarse como candidato a Intendente de Río Grande por el Partido Popular, llevando a su hija Laura como candidata a concejal, en las elecciones municipales y provinciales programadas para el 26 de junio de 2011. Habiendo sido impugnada su candidatura, presentó a su esposa Ana Córdoba como candidata a intendente.